# José Socorro Salcido Gómez
José Socorro Salcido Gómez (Santa Bárbara, Chihuahua, México, 17 de abril de 1930 - Chihuahua, 12 de julio de 2015) fue un político y abogado mexicano, miembro del Partido Revolucionario Institucional, senador por el estado de Chihuahua de 1982 a 1988.

## Datos biográficos
José Socorro Salcido Gómez fue licenciado en Derecho, egresado de la Universidad Nacional Autónoma de México, donde fue compañero de estudios de quien fue presidente de México de 1982 a 1988, Miguel de la Madrid. Fue admirador y estudioso de la figura histórica de Francisco Villa; fundó en 1996 la Cabalgata Villista, evento realizado anualmente para conmemorar la muerte del revolucionario, que ocurrió por asesinato el día 20 de julio de 1923 en Hidalgo del Parral, Chihuahua, y el Frente Nacional Villista, A.C.
Fue elegido diputado al Congreso de Chihuahua por el Distrito II para la XLIX Legislatura de 1968 a 1971 y Senador por Chihuahua en segunda fórmula de 1982 a 1988 después de haber vencido a la fórmula de los panistas Luis H. Álvarez y Guillermo Prieto Luján. Durante su gestión como senador consiguió la devolución desde Estados Unidos de la máscara mortuoria en yeso de Villa.
El resto de su vida se dedicó a actividades empresariales y a la difusión de sus actividades en torno al villismo.

## Obras publicadas
- Luz y sombra en la muerte del Gral. Francisco Villa
- Historia de la gran cabalgata villista (coautor)